# Pont del Flamisell
El Pont del Flamisell és un pont del terme municipal de la Pobla de Segur, damunt del riu que li dona nom i les carreteres C-13 i N-260, que en aquest lloc comparteixen traçat.
Fou construït perquè aquestes carreteres passessin per damunt del Flamisell i arribessin a la Pobla de Segur, i ha estat remodelat diverses vegades, la darrera el 2009, per tal d'eixamplar la cabuda de la via de comunicació que hi passa.